# Вюртемберзький дім
Вюртемберзький дім (нім. Haus Württemberg) — німецька династія правителів Вюртемберзького графства (1083—1495), герцогства (1495—1803), курфюрства (1803-1805) та королівства (1805—1918).

## Історія

### Графство
Близько 1080 року предки Вюртемберзького дому, який тоді називався Віртембрег (нім. Wirtemberg), оселилися поблизу Штутгарта. Конрад Вюртемберзький був спадкоємцем дому Бойтельсбах. Він звів родинний замок Віртемберг. Близько 1089 року він отримав титул графа. Їхні володіння, які спочатку охоплювали лише безпосередні околиці замку, неухильно збільшувалися, головним чином, за рахунок покупок, наприклад, у бідних родин Тюбінгена.

### Герцогство
На Вормському сеймі 1495 року граф Ебергард I отримав від імператора Священної Римської імперії Максиміліана I Габсбурга титул герцога. У 1534—1537 роках герцог Ульріх запровадив у своїх володіннях протестантську Реформацію, перетворивши герцогство на протестантське, та став головою місцевої протестантської церкви.
1733 року протестантська чоловіча лінія династії припинилася, оскільки герцог Ебергард Людвіг помер. Дім очолив Карл Александр, який сповідував римо-католицизм. Незважаючи на це, протестантизм у Вюртемберзі зберігся завдяки протестантській церковній раді, якою керувало протестантське дворянство. З 1797 року родину знову очолює протестантський монарх — герцог Фрідріх II.

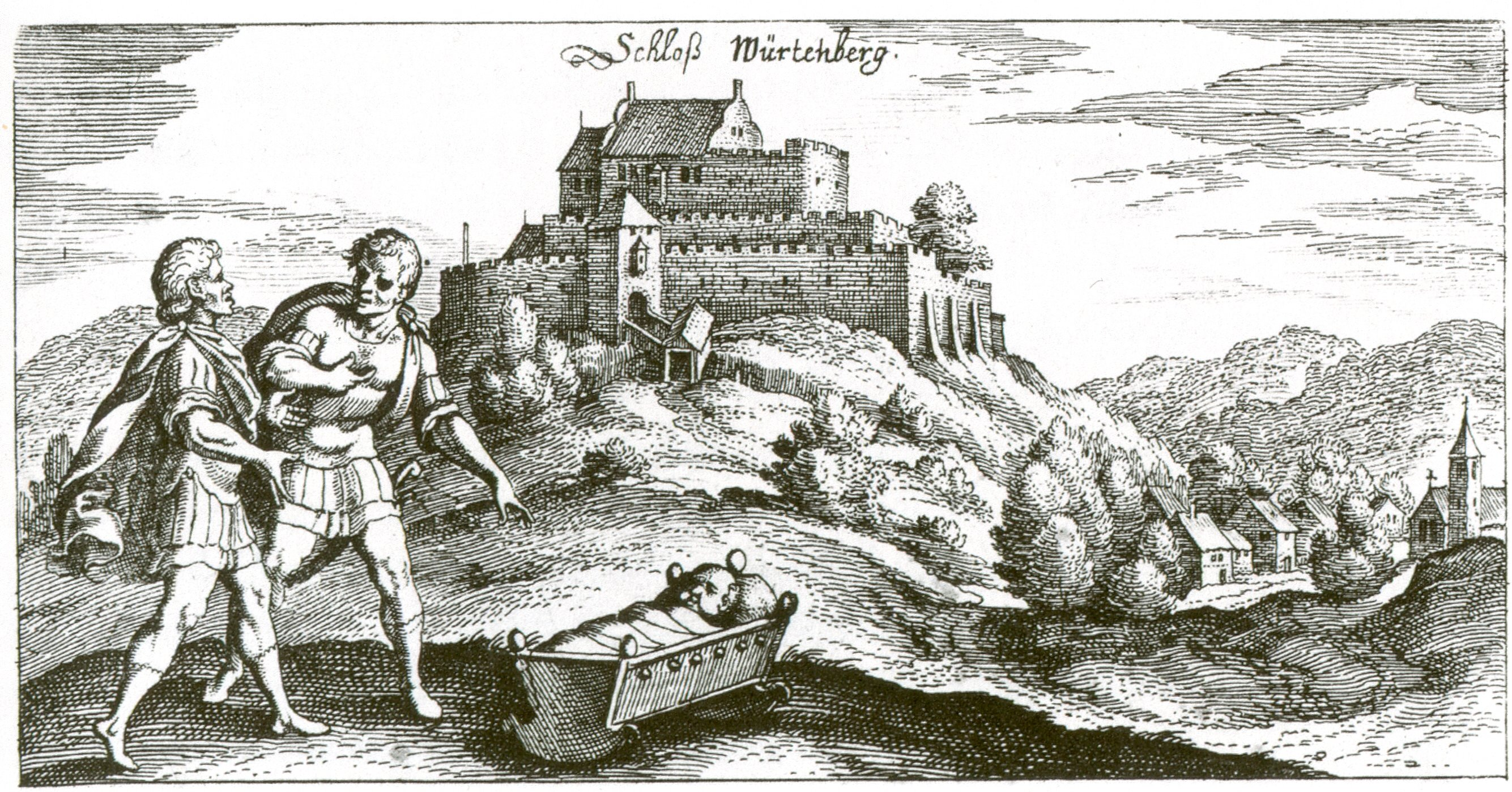
Замок Вюртемберг
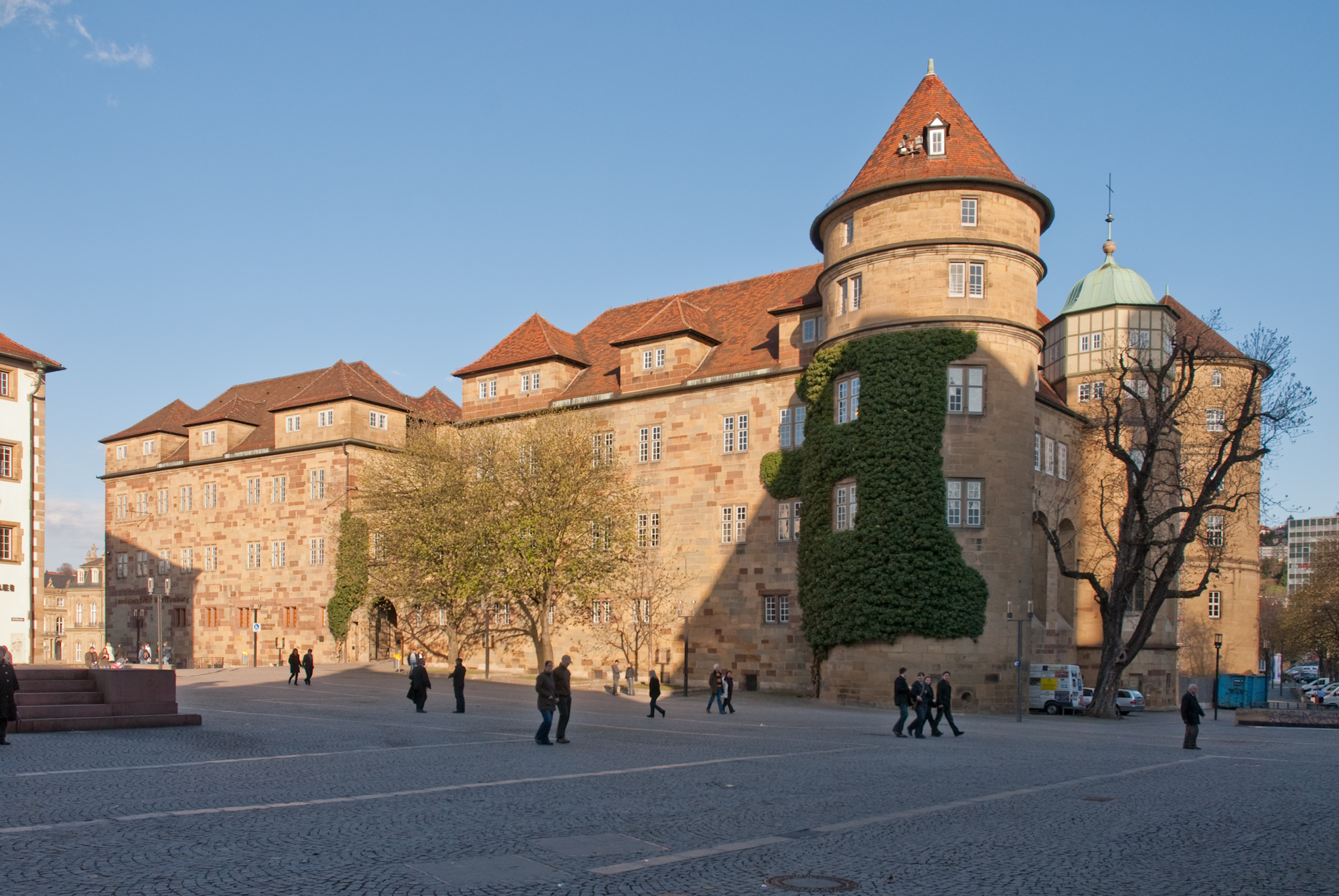
Старий замок у Штутгарті
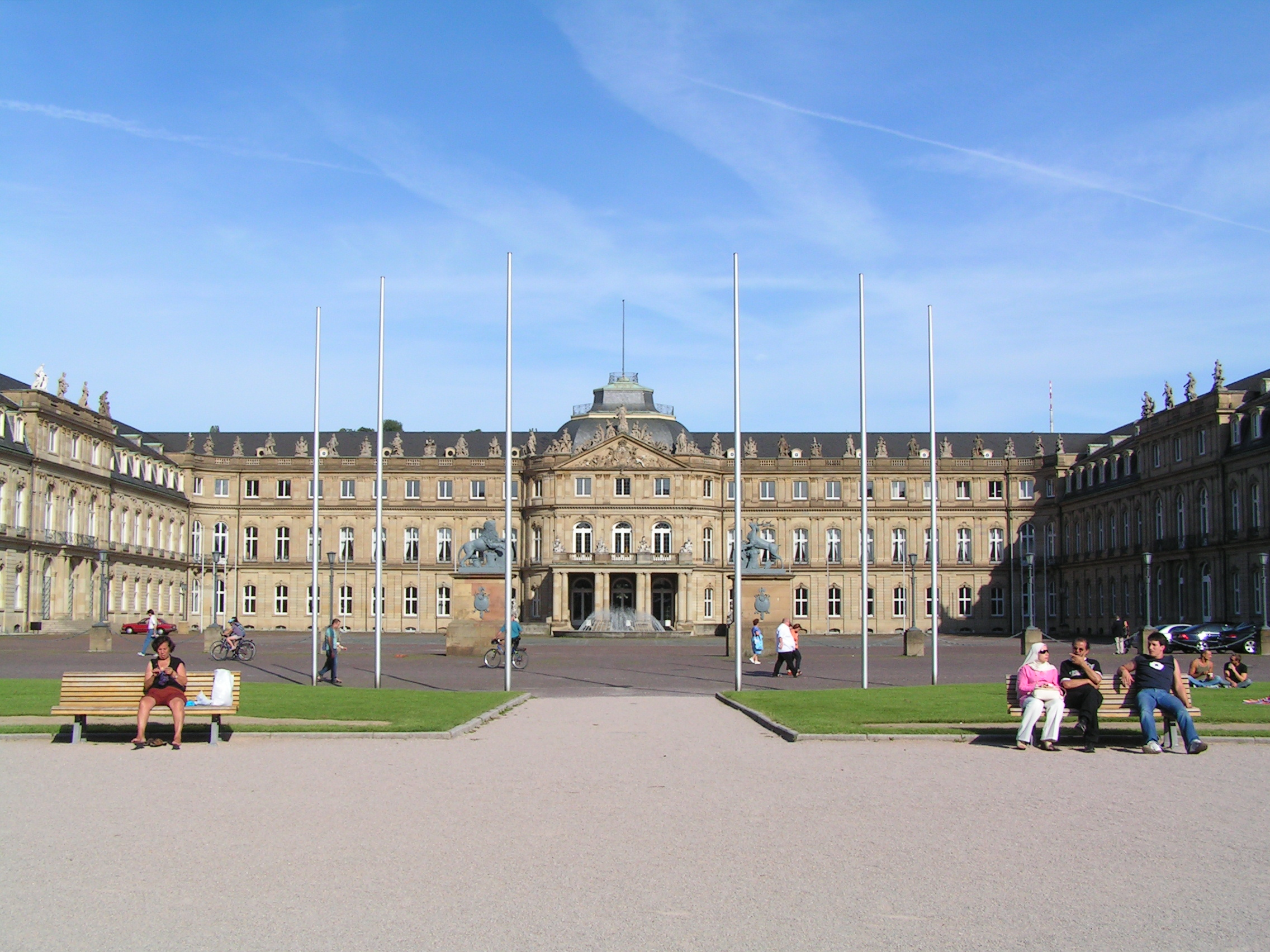
Новий палац у Штутгарті
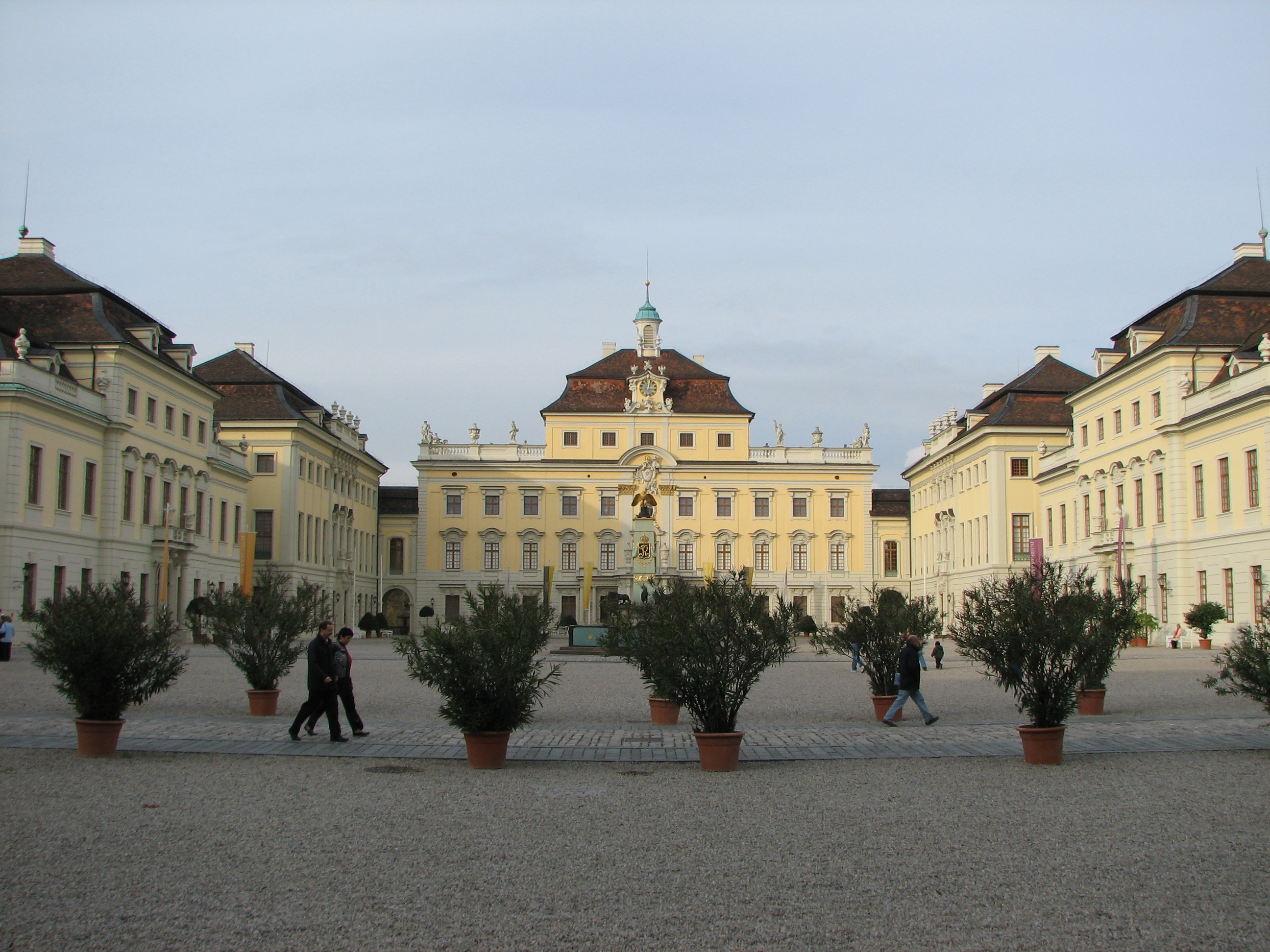
Палац Людвігсбург

### Королівство
Через політичні зміни внаслідок наполеонівських війн герцоги Вюртемберзькі перейшли на бік Наполеона. Герцогство стало частиною Рейнського союзу. У травні 1803 року герцог Фрідріх II був призначений курфюрстом. Він зібрав усі секуляризовані та посередницькі володіння, чим значно розширив межі своїх територій. У січні 1806 року він прийняв титул короля та став називатися королем Вюртембергу Фрідріхом I.
1828 року король Вільгельм I прийняв правила королівського дому Вюртембергу, за якими, зокрема, членам родини заборонялося одружуватися із особами нерівного їм статусу.
1867 року було створено герцогство Урах для принца Вільгельма, батьки якого, Вільгельм Фрідріх та баронеса Вільгельміна фон Тундерфельдт-Родіс, були нерівного статусу, а отже, їхній шлюб був морганатичним, а їхнім нащадкам заборонялося правити королівством. 1871 року за таких же обставин було створено герцогство Текське для герцога Франца.
Внаслідок Листопадової революції 1918 року в Німеччині всі монархії були ліквідовані. Король Вільгельм II зрікся 30 листопада.

### Після 1918
1921 року колишній король Вільгельм II помер. Пряма чоловіча лінія династії вимерла. Головування в домі перейшло до далекого родича померлого короля — Альбрехта Вюртемберзького.
Голови Вюртемберзького дому після 1918 року:
- Вільгельм II (1918—1921);
- Альбрехт I (1921—1939);
- Філіпп Альбрехт (1939—1975);
- Карл (1975—2022);
- Вільгельм (2022-дотепер)

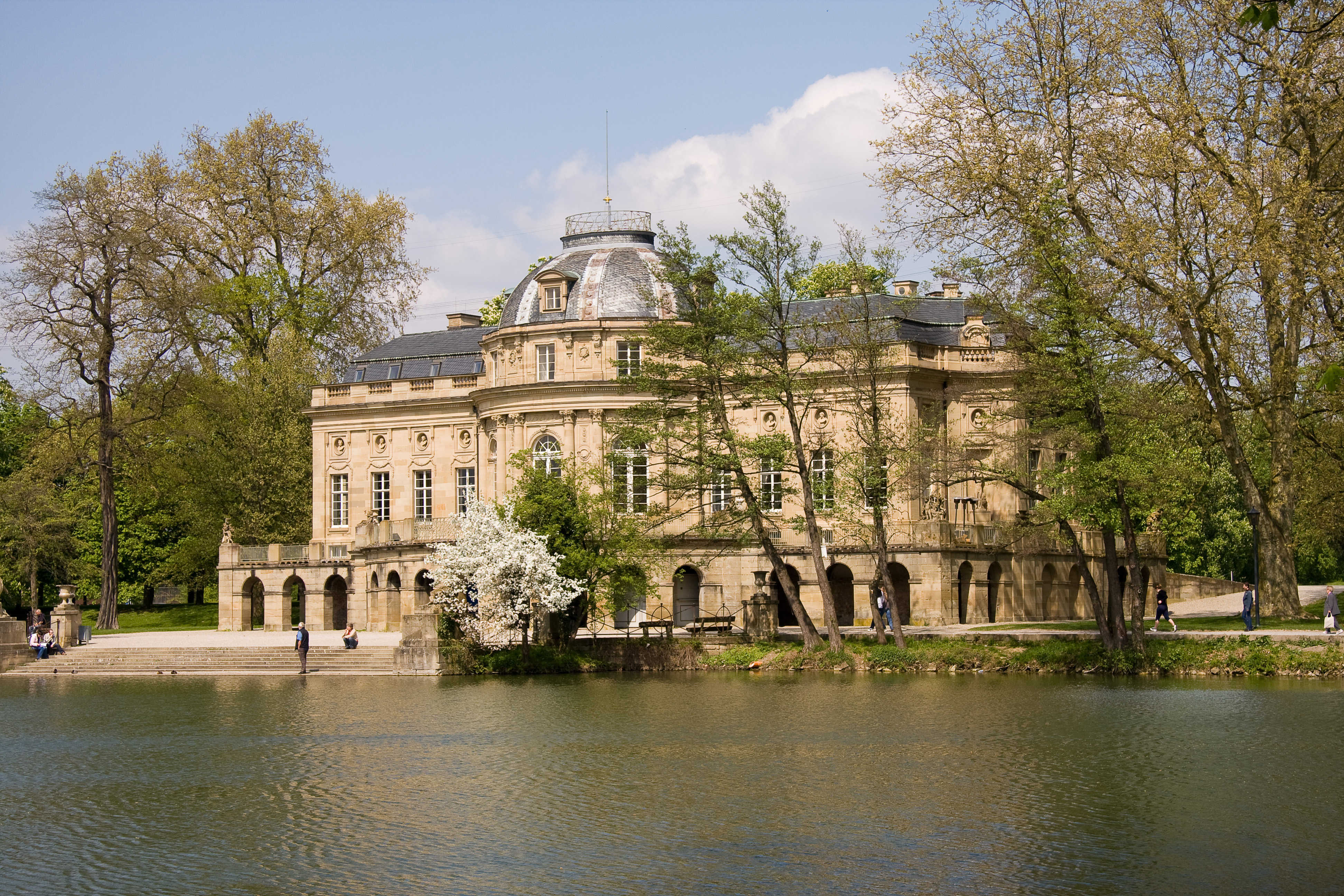
Палац Монрепос, Людвігсбург
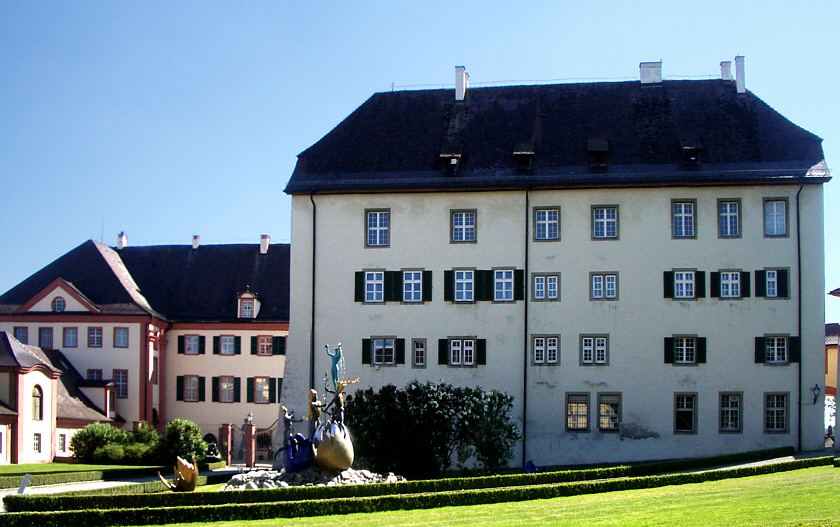
Палац Альтгаузен
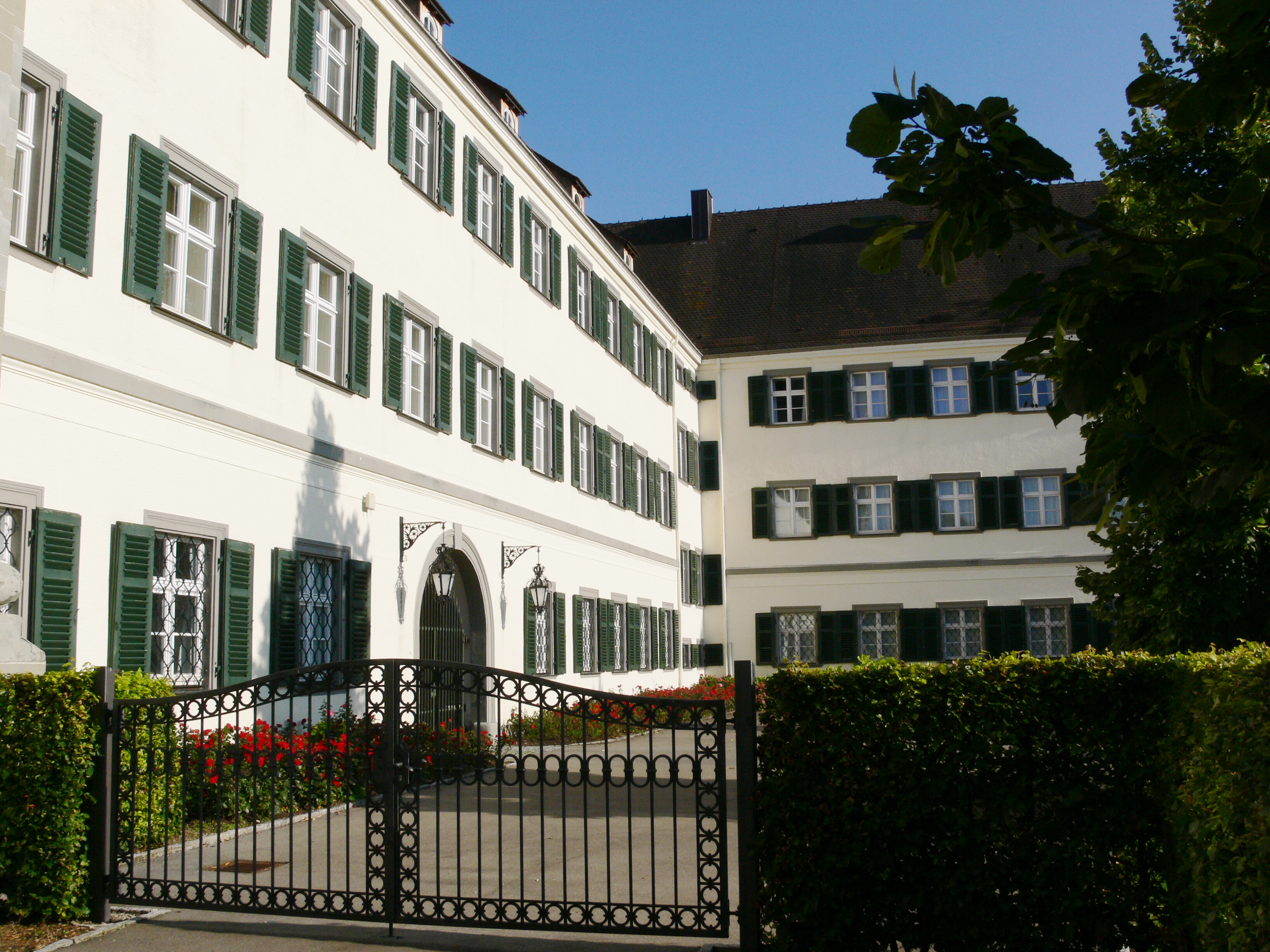
Фрідріхсгафен

## Гілки
Усі гілки походять від герцога Фрідріха II Ойгена (1732—1797). Спадкоємство здійснюється за принципом агнатичної прімогенітури.
- Гілка Фрідріха I. Вимерла у 1921 році після смерті Вільгельма II.
- Гілка Людвіга Вюртемберзького. Належала Текському дому. Не вважалася династичною через морганатичний шлюб герцога Александра та графині Клавдії Редеї. Чоловіча лінія вимерла після смерті маркіза Джорджа Кембріджа у 1981 році. З цієї гілки походить Марія Текська — дружина короля Великої Британії Георга V, бабуся Єлизавети II.
- Гілка Євгена Вюртемберзького. Вимерла 1903 року після смерті герцога Миколая.
- Гілка Урах. Започаткована Вільгельмом Фрідріхом Вюртемберзьким, проте не вважається династичною через його морганатичний шлюб. До цієї гілки належить король Литви 1918 року Міндовг II (уроджений Вільгельм Урах). Чинний голова гілки — Вільгельм Альберт.
- Гілка Александра Вюртемберзького. До неї належить чинний претендент на престол Вюртембергу Вільгельм.

За шлюбами жінок із Вюртемберзького дому інші європейські монарші родини, як-от Бурбони, Віндзори, Ліхтенштейни, Орлеанський дім тощо, пов'язані із цією родиною.